# 艾哈邁德·蓋瓦姆
艾哈邁德·蓋瓦姆（波斯語：احمد قوام；1873年1月2日—1955年7月23日）是一个伊朗政治家，曾經五度出任伊朗總理。

## 早年
蓋瓦姆在1876年出生在伊朗一個顯赫世家，他的叔伯阿明·阿爾杜拉曾任伊朗總理。蓋瓦姆早年在納賽爾丁·沙的朝廷裡任職，並逐漸晉升，在波斯立憲革命期間獲得「蓋瓦姆·薩爾坦內」的稱號。哥哥哈桑·福杜克（Hasan Vothuq）亦曾任總理。穆扎法爾丁·沙所簽署的波斯立憲革命同意書是由蓋瓦姆擬定的。蓋瓦姆對立憲革命有促進的作用，他在卡扎爾王朝及巴列維王朝多度出任總理，當國家需要他的時候，他都欣然接受挑戰。蓋瓦姆在兩度阻止蘇聯分離伊朗北疆上起著重要的作用，但史學家對他所造成的影響各執己見。

## 政治生涯

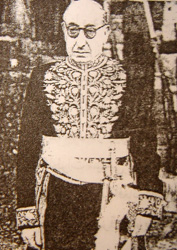
身處宮廷的艾哈邁德·蓋瓦姆。

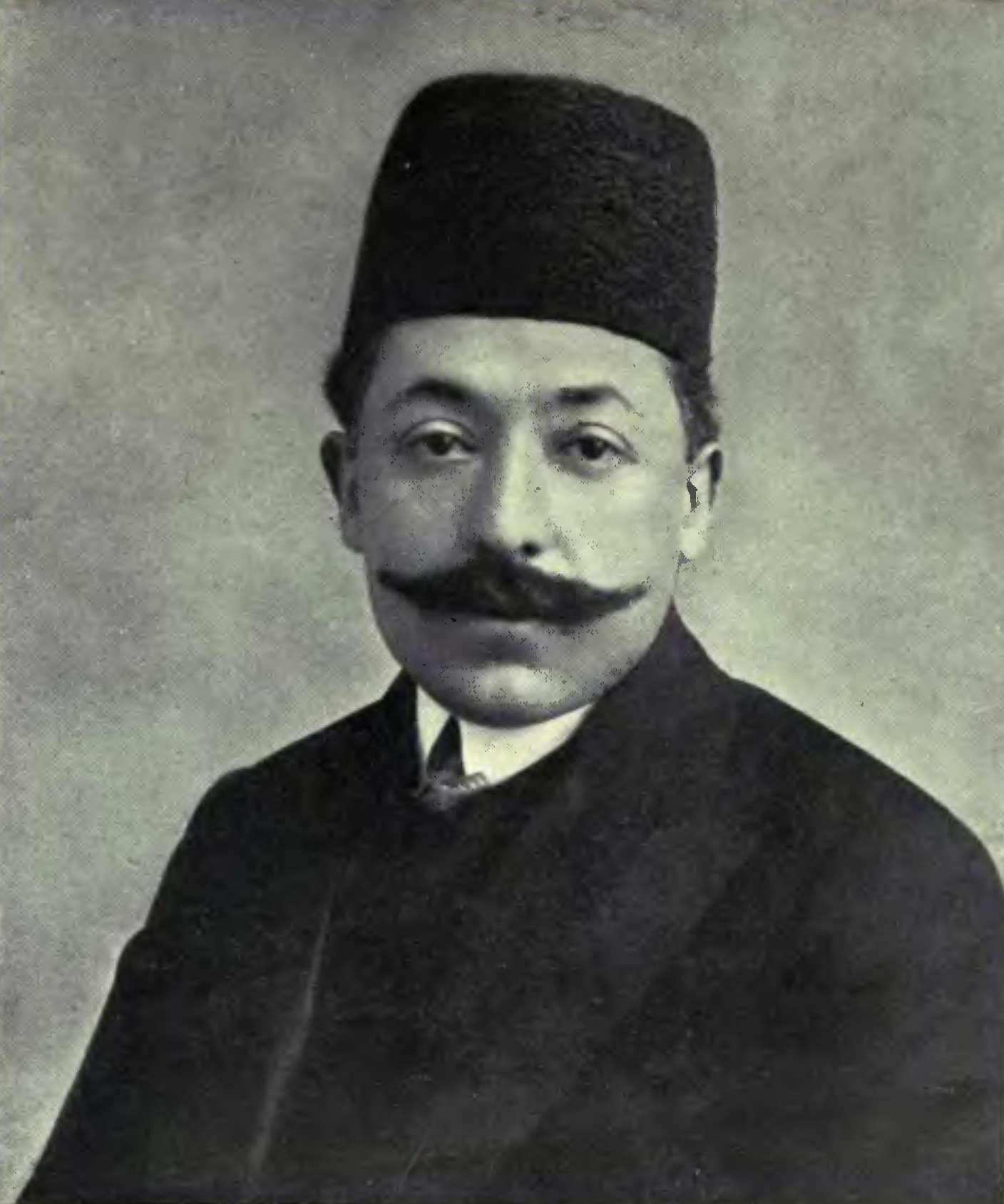
卡扎爾王朝時期的艾哈邁德·蓋瓦姆肖像。

在1920年針對卡扎爾王朝的一次政變裡，總理塔巴塔巴下令佩西安上校逮捕反對派，當中包括艾哈邁德·蓋瓦姆，蓋瓦姆被送到德黑蘭囚禁。
隨著賽義德·焦爾丁·塔巴塔巴政府的倒台，穆斯圖菲·瑪瑪雷克等人獲邀出任總理，由於當時的政治局勢不穩，他們並沒有接受邀請，而剛從德黑蘭伊什拉塔巴德監獄獲釋的蓋瓦姆則同意出任總理。他的倏然上位令詩人伊拉吉·米爾扎（Iraj Mirza）寫了以下的詩詞：
یکی را افکند امروز در بند

کند روز دیگر او را خداوند

「他在這一天身陷囹圄，

在第二天便高高在上。」
在25年後的一次事件裡，蓋瓦姆下令逮捕賽義德·焦爾丁·塔巴塔巴，又鎮壓了佩西安上校及禮薩汗的叛亂。
蓋瓦姆出任總理期間的大事包括邀請阿瑟·米爾斯波（Arthur Millspaugh）協助政府改善財政狀況及1942年因經濟環境惡劣而引致的暴動。他任命艾哈邁德·阿米爾-艾哈邁迪（Ahmad Amir-Ahmadi）鎮壓暴動恢復社會秩序。
1946年1月26日，蓋瓦姆在國會表決當中以52票支持、51票反對的微弱優勢再度當選總理。由於他是阿塞拜疆省份的大地主，國會寄望他可以解決蘇聯在當地鼓動的叛亂。蓋瓦姆果然不負眾望，在國家安全委員會直接與蘇聯對話之前，他派遣了代表國到聯合國進行談判，蓋瓦姆本人亦親自到莫斯科與史太林會晤。
蘇聯未能遵守三方協約各國軍事人員在1946年3月2日撤出伊朗領土的要求，引起國會黨鞭穆罕默德·摩薩台的猛烈指責。
在國會選舉結束後，蓋瓦姆向蘇聯提出給予北部地方的石油權益，這個方案得到了國會的同意。蘇聯遵照方案要求開始撤出軍隊。在新一屆國會就職後，議員馬上投票反對該方案。這使蓋瓦姆獲得「老狐狸」的稱號。
1955年，蓋瓦姆在德黑蘭逝世，享年82歲。

## 註腳
1. ↑  Lytle 1987，第4頁
2. ↑  Tetlock & Belkin 1996，第153頁
3. ↑  Ward 2009，第130頁
4. ↑  Smith 1971，第65頁
5. ↑  Azimi 2008，第50頁
6. ↑  Farmanfarmaian & Farmanfarmaian 2005，第179頁
7. ↑  Little 2008，第121頁
8. ↑  Brune 2003，第617頁
9. ↑  Axelrod 2009，第96頁